# Lijst van sciencefiction- en fantasyschrijvers
Hieronder staat een alfabetische lijst van sciencefiction- en fantasyschrijvers. Achter iedere schrijver staat in welke genres deze schrijver schrijft.
Dit is één lijst met zowel sciencefictionschrijvers als fantasyschrijvers. Om met Arthur C. Clarke te spreken: "Elke voldoende geavanceerde technologie is niet te onderscheiden van magie". (Any sufficiently advanced technology is indistiguishable from magic).
Bovendien zijn er veel schrijvers die of beide doen of er net tussenin zitten.
De informatie over boeken/series die cursief is geschreven behoeft waarschijnlijk nog enige vertaling.

## A
- Joe Abercrombie - fantasy; De Eerste Wet Trilogie
- Douglas Adams - humoristische sciencefiction; The Hitchhiker's Guide to the Galaxy
- Brian Aldiss - sciencefiction; Helliconia-serie
- Lloyd Alexander - fantasy; De Avonturen van Taran
- Poul Anderson - sciencefiction; Tunnels door de tijd, Kruistocht in de ruimte
- Kevin J. Anderson - sciencefiction
- Piers Anthony - sciencefiction, fantasy
- Isaac Asimov - sciencefiction, non-fictie; Foundation-serie, Ik, Robot
- Ronald van Assen - fantasy; Verhalen uit Invisia

## B
- J.G. Ballard - postapocalyptische sciencefiction
- Iain M. Banks - sciencefiction; The Culture-serie
- Catherine Banner - fantasy; De Laatste Afstammelingen
- Clive Barker - fantasy; Abarat-serie
- Stephen Baxter - harde sciencefiction; Xeelee en Destiny's Children-serie
- Peter S. Beagle - fantasy; De laatste eenhoorn
- Greg Bear - harde sciencefiction; Eon, Eeuwigheid
- Alfred Bester - sciencefiction
- Eddy C. Bertin - sciencefiction en horror; De membraancyclus
- Terry Bisson - sciencefiction- en fantasy
- Jaap Boekestein - fantasy
- Theo Bogaerts - vroege sciencefiction; Het oog op den heuvel (1928)
- Ben Bova - sciencefiction
- Ray Bradbury - sciencefiction, fantasy; Fahrenheit 451 en The Martian Chronicles
- Marion Zimmer Bradley - fantasy; Nevelen van Avalon en de Darkover-serie
- David Brin - sciencefiction; Aarde
- Terry Brooks - fantasy; Shannara-reeks
- Jack Broscie - fantasy; Kronieken van Nieuwe Aarde-trilogie en Iezegrimmig
- B.R. Bruss - fantasy, griezelromans en sciencefiction
- Steven Brust - fantasy, sciencefiction
- Algis Budrys - sciencefiction
- Mark Budz - sciencefiction; Clade en Crache
- Lois McMaster Bujold - fantasy, sciencefiction; Vorkosigan Saga
- Octavia E. Butler - sciencefiction

## C
- Trudi Canavan - fantasy; De Zwarte Magiërs, Age of the Five-trilogie
- Orson Scott Card - sciencefiction; Ender-serie
- Jacqueline Carey - fantasy; Kushiëls sage-reeks
- Curtis W. Casewit - sciencefiction
- Vera Chapman - fantasy; Arthuriaanse trilogie
- C.J. Cherryh - fantasy; Alliance-Union Universum
- Deborah Chester - fantasy; Het zwaard, de ring & de bokaal-serie
- Charles Chilton - Journey into space
- Cassandra Clare - science fantasy; Kronieken van de Onderwereld-serie
- Arthur C. Clarke - sciencefiction; 2001: A Space Odyssey, voorspelde de komst van communicatiesatellieten
- Susanna Clarke - fantasy; Jonathan Strange & Mr Norrell
- James Clemens - fantasy; Verboden en Verbannen-serie en De Kronieken van de Godengebieder
- Hal Clement - harde sciencefiction
- David B. Coe - fantasy;  De Kronieken van LonTobyn
- Edmund Cooper - sciencefiction; Universeel experiment
- Eoin Colfer - fantasy/sciencefiction; Artemis Fowl
- Michael Crichton - sciencefiction; Jurassic Park-serie, Timeline
- Suzanne Collins - sciencefiction; De Hongerspelen

## D
- Lyon Sprague de Camp - sciencefiction, fantasy;
- Alain Damasio - roman La Zone du Dehors (1999)[1]
- Ted Dekker - fantasy; De Cirkel Trilogie
- Samuel R. Delany - sciencefiction, fantasy; Return to Neveryon-reeks
- Gerard Delft - fantasy; De heler van Samaar
- Philip K. Dick - sciencefiction
- Thomas M. Disch - sciencefiction
- Stephen R. Donaldson - fantasy, sciencefiction; De Kronieken van Thomas Covenant
- Sonya Dorman - sciencefiction
- Sara Douglass - fantasy; Axis-trilogie
- David Drake - sciencefiction; Hammer's Slammers-reeks, Republic of Cinnabar Navy-reeks
- Wayland Drew - fantasy
- Lord Dunsany - vroege fantasy; De koningsdochter van Elfenland (1924)

## E
- David Eddings - fantasy; De kronieken van Belgarion
- Eric Rucker Eddison - vroege fantasy; De Worm Ouroboros (1922)
- Steven Erikson - fantasy; Spel der Goden
- Paul Evanby - fantasy, sciencefiction; De scrypturist

## F
- Philip José Farmer - sciencefiction; Riverworld-boeken
- Raymond Feist - fantasy; Midkemia en Kelewan-serie
- David Forbes - fantasy: The Ossirian Saga
- John Flanagan - fantasy; De Grijze Jager-reeks
- Marieke Frankema - fantasy: Dochter van de Zilv'ren Maan en Offer in de Mist
- Nico Franken - heroïsche fantasy; De geheimen van Imh-trilogie
- Maggie Furey - fantasy; De kronieken van Aurian

## G
- Diana Gabaldon - fantasy; De reiziger-cyclus
- Neil Gaiman - fantasy; o.a. American Gods, Stardust, Neverwhere, Coraline, The Graveyard Book
- David Gemmell - heroïsche fantasy; De kronieken van de Drenai
- William Gibson - cyberpunk; Zenumagiër, Biochips, Mona Lisa Overdrive
- Mel Gilden - sciencefiction
- Wim Gijsen - sciencefiction, fantasy; Rissan-serie, Deirdre-trilogie
- Dmitri Gloechovski - sciencefiction; Metro 2033, Metro 2034, Metro 2035
- Terry Goodkind - fantasy; Sword of Truth-serie

## H
- Anaïd Haen - sciencefiction, fantasy
- James L. Halperin - sciencefiction,
- Barbara Hambly - sciencefiction, fantasy
- Edmond Hamilton - sciencefiction; Godenschemering
- Peter F. Hamilton - harde sciencefiction, The Night's Dawn-trilogie, The Commonwealth Saga
- Karen Hancock - fantasy, De Kronieken van Kalladorne
- Johan Klein Haneveld – sciencefiction en fantastische verhalen
- Paul Harland - sciencefiction; Remote Control
- Harry Harrison - sciencefiction; Eden-trilogie
- M. John Harrison - fantasy; Viriconium
- Elizabeth Haydon - Rapsodie-serie
- Bernhard Hennen - fantasy; De Elfen
- Paul van Herck - sciencefiction; Sam, of de Pluterdag
- Paul Hoffman - fantasy; De Linkerhand van God
- Robert Heinlein - sciencefiction; Vreemdeling in een vreemd land
- Markus Heitz - fantasy; De Dwergen
- Gerben Hellinga jr. - sciencefiction
- Brian Herbert
- Frank Herbert - sciencefiction; Duin-serie
- Tracy Hickman - fantasy (veel samen met Margaret Weis); Dragonlance
- Robin Hobb - fantasy; onder andere De boeken van de Zieners
- Robert Holdstock - fantasy, sciencefiction
- Robert E. Howard - fantasy; onder andere Conan de Barbaar
- James P. Hogan
- Aldous Huxley - sciencefiction; Heerlijke nieuwe wereld

## I
- Andrés Ibáñez - fantasy; De schaduw van de liervogel
- Ian Irvine - fantasy; De sage van de spiegel

## J
- Maria Jacques - sciencefiction
- D.F. Jones - sciencefiction; Colossus-trilogie
- Robert Jordan - fantasy; Het Rad des Tijds-serie

## K
- Julie Kagawa - fantasy; The Iron Fey, Blood of Eden
- Guy Gavriel Kay - fantasy; Het Fionavar tapijt, Tigana
- Katharine Kerr - fantasy; Deverry-reeks
- Sherrilyn Kenyon - fantasy; Dark Hunter-reeks
- J. Gregory Keyes - fantasy; The Age of Unreason
- Stephen King - horror, fantasy; De Donkere Toren-serie
- Celine Kiernan - fantasy; De Moorehawke Trilogie
- Damon Knight - sciencefiction; Gismo
- Jan Kuipers - sciencefiction

## L
- Jay Lake - sciencefiction, fantasy; The City Imperishable & Green Universe
- Carl Lans - sciencefiction; Testbemanning
- Keith Laumer - sciencefiction; Retief-serie
- Stephen Lawhead
- Tanith Lee - (dark) fantasy; Geboortegraf-trilogie, Stormgebieder-trilogie
- Ursula Le Guin - fantasy, sciencefiction; Aardzee-reeks, Duisters linkerhand
- Fritz Leiber - sciencefiction, fantasy; Zwaarden-reeks
- Stanisław Lem - sciencefiction
- C.S. Lewis - Ruimte-trilogie: Malacandra (Out of the silent planet), Perelandra (Voyage to Venus), Thulcandra (That hideous strength); Fantasy: De Kronieken van Narnia
- Erik L'Homme - fantasy; onder andere de trilogie Le livre des étoiles (Het boek van de sterren)
- Liu Cixin - sciencefiction, Bekende in Engels vertaalde trilogie: The Three-Body Problem, The Dark Forest, Death's End
- Sergej Loekjanenko - fantasy; onder andere Nachtwacht en Dagwacht (boek)
- H.P. Lovecraft - horror; Cthulhu Mythos
- George Lucas - sciencefiction, fantasy; Star Wars, THX 1138, Indiana Jones

## M
- Katherine MacLean - sciencefiction
- Juliet Marillier - fantasy; De Kronieken van Bridei
- Bianca Mastenbroek - fantasy
- George R.R. Martin - fantasy en sciencefiction; onder andere Het lied van ijs en vuur
- W.J. Maryson - fantasy; Meestermagiër-serie
- Django Mathijsen - sciencefiction
- Julian May - sciencefiction, fantasy; Het Galactisch Bestel
- Anne McCaffrey - sciencefiction, fantasy; De Drakenrijders van Pern
- Stephenie Meyer - fantasy; Twilight-serie
- Kenji Miyazawa - fantasy; Goshu de Cellist
- Michael Moorcock - sciencefiction, fantasy
- Alan Moore - sciencefiction, fantasy; Watchmen, V for Vendetta
- C.L. Moore - sciencefiction, fantasy, horror
- Peter Motte
- Brandon Mull - fantasy

## N
- Larry Niven - sciencefiction; Ringwereld
- Harman Nielsen - fantasy; Het Verscholen Volk, De Laatste Jacht, De Hoge Stad, Nevels Kind, De Oudste Zang

## O
- George Orwell - sciencefiction; Animal Farm, 1984
- Thomas Olde Heuvelt - horror, fantasy

## P
- Christopher Paolini - fantasy; Het Erfgoed
- Mervyn Peake - fantasy; Ghormengast
- Aleksej Pechov - fantasy; The Chronicles of Siala
- Tisa Pescar - dark fantasy, maanmysteries
- Frederik Pohl - sciencefiction
- Jerry Pournelle - sciencefiction, non-fictie
- Tim Powers - sciencefiction
- Terry Pratchett - humoristische fantasy; Schijfwereld-serie
- Philip Pullman - fantasy; Het gouden kompas-trilogie

## R
- Rudolf Erich Raspe - vroege fantasy
- Anne Rice - horror, fantasy; The Vampire Chronicles
- John Ringo - sciencefiction
- Rick Riordan - fantasy; Percy Jackson
- Albert Robida - proto-sciencefiction
- Kim Stanley Robinson - sciencefiction/harde sciencefiction; Mars-trilogie, Three Californias-trilogie
- Frank Roger - sciencefiction
- Patrick Rothfuss - fantasy; De Kronieken van Kvothe
- J.K. Rowling - fantasy; Harry Potter
- Kristine Kathryn Rusch - sciencefiction, fantasy
- Mark J. Ruyffelaert - horror
- Eric Frank Russell - sciencefiction; De Grote Uittocht

## S
- R. A. Salvatore - fantasy; Dark Elf-trilogie
- Margit Sandemo - fantasy; De Sages van het IJsvolk
- Brandon Sanderson - fantasy
- Andrzej Sapkowski - fantasy
- Robert J. Sawyer - sciencefiction
- Peter Schaap - fantasy; De schrijvenaar van Thyll
- Frank Schätzing - sciencefiction; De zwerm & Limiet
- James Schmitz - fantasy; De heksen van Karres
- Michael Scott - fantasy; De geheimen van de onsterfelijke Nicolas Flamel
- Darren O'Shaughnessey - fantasy; De wereld van Darren Shan
- Robert Sheckley - sciencefiction
- Robert Silverberg - fantasy, sciencefiction; Majipoor-serie
- Dan Simmons - sciencefiction; Hyperion Canto's-reeks
- Clifford D. Simak - sciencefiction; City
- Clark Ashton Smith - fantasy; Zothique
- Dean Wesley Smith - sciencefiction, fantasy
- Midori Snyder - fantasy; De Boeken van Oran-trilogie
- Norman Spinrad - sciencefiction
- Olaf Stapledon
- Stephen Michael Stirling - Alternatieve geschiedenis, fantasy
- Allen Steele - sciencefiction
- Bruce Sterling - cyberpunk, sciencefiction
- Mary Shelley - horror, sciencefiction, gothic novel; Frankenstein
- Mary Stewart - historische fantasy; Merlijn-trilogie
- Adrian Stone - fantasy; "Profeet van de duivel"
- Theodore Sturgeon - sciencefiction

## T
- Travis S. Taylor - sciencefiction
- Tais Teng - fantasy
- Sheri S. Tepper - sciencefiction, fantasy; "De heren van Gras"
- Felix Thijssen - sciencefiction; Ruimteverkenner Mark Stevens, Arne Nay Sterzon
- Christopher Tolkien - fantasy
- J.R.R. Tolkien - fantasy; In de ban van de ring en andere boeken over de fictieve planeet Arda
- Licia Troisi - fantasy; Cronache del Mondo Emerso (Kronieken van de Verrezen Wereld) en Le guerre del Mondo Emerso (De Oorlogen van de Verrezen Wereld)

## V
- Jack Vance - fantasy, sciencefiction; Tschai, de waanzinnige planeet e.v.a.
- Jules Verne - sciencefiction; De reis naar de maan, Twintigduizend mijlen onder zee
- John Varley - sciencefiction; Titaan
- Vernor Vinge - harde sciencefiction; De Technologische singulariteit, De vredesoorlog, Gestrand in de realiteit
- Kurt Vonnegut jr. - sciencefiction; De sirenen van Titan
- A.E. van Vogt - sciencefiction; Nul-A-trilogie
- Evi F. Verhasselt - fantasy; De Tranen van Tataneh, De Saffieren Troon

## W
- Lawrence Watt-Evans - fantasy, sciencefiction; The Three Worlds-trilogie, The Obsidian Chronicles
- Anne West - fantasy; De Macht van het zwaard-serie
- David Weber - militaire sciencefiction, harde sciencefiction; De Honor Harrington-serie
- H.G. Wells - sciencefiction; De Tijdmachine, The War of the Worlds
- K.D. Wentworth - sciencefiction, fantasy
- Margaret Weis - fantasy (veel samen met Tracy Hickman); Dragonlance
- Ted White - sciencefiction
- Terence H. White - fantasy; Arthur - Koning voor eens en altijd
- Tad Williams - fantasy; Anderland-serie, Heugenis, Smart en het Sterrenzwaard
- Jack Williamson - sciencefiction, fantasy
- B. B. Wobbrich - fantasy; De Boeken van Dhûbh
- Gene Wolfe - sciencefiction, fantasy; The Book of the New Sun
- Dave Wolverton - sciencefiction, fantasy (pseudoniem David Farland); De Runelords-serie
- Janny Wurts - fantasy; Cycle of Fire-trilogie
- John Wyndham - sciencefiction; De Triffids komen
- K.C. Wren - sciencefiction; De Feniks Rebellie

## Y
- Chelsea Quinn Yarbro - fantasy, sciencefiction; De tijd van de vierde ruiter

## Z
- Timothy Zahn - sciencefiction; Star Wars - Thrawn-serie
- Roger Zelazny - fantasy; Amber-serie